# Cràter de Kaluga
El cràter de Kaluga és un cràter de meteorit localitzat a l'actual óblast de Kaluga (Rússia). Mesura uns quinze quilòmetres de diàmetre i té una edat estimada de 380 ± 5 milions d'anys (ocorregut durant el període Devonià superior).
El cràter no està actualment exposat a la superfície.